# Luigi Giuseppe di Guisa
Luigi Giuseppe di Guisa, sesto Duca di Guisa (7 agosto 1650 – Parigi, 30 luglio 1671), era il figlio di Luigi di Guisa, duca di Joyeuse e di Maria Francesca, duchessa di Angoulême.

## Biografia
Dopo la morte dello zio Enrico II di Guisa, duca di Guisa, Luigi Giuseppe divenne capo della ancora importante casata di Guisa. Il suo matrimonio fu pari alla sua importanza a corte: il 15 giugno 1667 sposò Elisabetta d'Orléans, duchessa d'Alençon, figlia di Gastone d'Orléans, a Saint-Germain-en-Laye. La coppia ebbe un figlio, Francesco Giuseppe di Guisa, duca di Guisa. Al ritorno da un viaggio in Inghilterra contrasse il vaiolo, il 18 luglio 1671, e morì dodici giorni dopo.

## Ascendenza
|                                |                     |                                 | Genitori                           |  |  | Nonni |  |  | Bisnonni         |  |  | Trisnonni           |  |
|                                |                     |                                 |                                    |  |  |       |  |  | Henri I de Guise |  |  | François I de Guise |  |
|                                |                     |                                 |                                    |  |  |       |  |  | Henri I de Guise |  |  | François I de Guise |  |
|                                |                     | Anna d'Este                     |                                    |  |  |       |  |  | Henri I de Guise |  |  |                     |  |
| Charles I de Guise             |                     |                                 |                                    |  |  |       |  |  | Henri I de Guise |  |  |                     |  |
|                                |                     | Catherine de Clèves             | François I de Clèves               |  |  |       |  |  |                  |  |  |                     |  |
|                                |                     | Catherine de Clèves             | François I de Clèves               |  |  |       |  |  |                  |  |  |                     |  |
|                                |                     | Catherine de Clèves             | Marguerite de Bourbon-Vendôme      |  |  |       |  |  |                  |  |  |                     |  |
| Louis de Guise                 |                     | Catherine de Clèves             |                                    |  |  |       |  |  |                  |  |  |                     |  |
|                                |                     | Henri de Joyeuse                | Guillaume II de Joyeuse            |  |  |       |  |  |                  |  |  |                     |  |
|                                |                     | Henri de Joyeuse                | Guillaume II de Joyeuse            |  |  |       |  |  |                  |  |  |                     |  |
|                                |                     | Henri de Joyeuse                | Marie de Batarnay du Bouchage      |  |  |       |  |  |                  |  |  |                     |  |
| Henriette-Catherine de Joyeuse |                     | Henri de Joyeuse                |                                    |  |  |       |  |  |                  |  |  |                     |  |
|                                |                     | Catherine Nogaret de La Valette | Jean Nogaret de La Valette         |  |  |       |  |  |                  |  |  |                     |  |
|                                |                     | Catherine Nogaret de La Valette | Jean Nogaret de La Valette         |  |  |       |  |  |                  |  |  |                     |  |
|                                |                     | Catherine Nogaret de La Valette | Jeanne de Saint-Lary de Bellegarde |  |  |       |  |  |                  |  |  |                     |  |
| Louis Joseph de Guise          |                     | Catherine Nogaret de La Valette |                                    |  |  |       |  |  |                  |  |  |                     |  |
|                                | Charles d'Angoulême | Charles IX de France            |                                    |  |  |       |  |  |                  |  |  |                     |  |
|                                | Charles d'Angoulême | Charles IX de France            |                                    |  |  |       |  |  |                  |  |  |                     |  |
|                                | Charles d'Angoulême | Marie Touchet                   |                                    |  |  |       |  |  |                  |  |  |                     |  |
| Louis-Emmanuel d'Angoulême     | Charles d'Angoulême |                                 |                                    |  |  |       |  |  |                  |  |  |                     |  |
|                                |                     | Charlotte de Montmorency        | Henri I de Montmorency             |  |  |       |  |  |                  |  |  |                     |  |
|                                |                     | Charlotte de Montmorency        | Henri I de Montmorency             |  |  |       |  |  |                  |  |  |                     |  |
|                                |                     | Charlotte de Montmorency        | Antoinette de La Marck             |  |  |       |  |  |                  |  |  |                     |  |
| Marie-Françoise d'Angoulême    |                     | Charlotte de Montmorency        |                                    |  |  |       |  |  |                  |  |  |                     |  |
|                                |                     | Philibert de la Guiche          | Gabriel de la Guiche               |  |  |       |  |  |                  |  |  |                     |  |
|                                |                     | Philibert de la Guiche          | Gabriel de la Guiche               |  |  |       |  |  |                  |  |  |                     |  |
|                                |                     | Philibert de la Guiche          | Anne Sorel de St-Géran de Coudun   |  |  |       |  |  |                  |  |  |                     |  |
| Marie Henriette de La Guiche   |                     | Philibert de la Guiche          |                                    |  |  |       |  |  |                  |  |  |                     |  |
|                                |                     | Antoinette Daillon du Lude      | Guy Daillon du Lude                |  |  |       |  |  |                  |  |  |                     |  |
|                                |                     | Antoinette Daillon du Lude      | Guy Daillon du Lude                |  |  |       |  |  |                  |  |  |                     |  |
|                                |                     | Antoinette Daillon du Lude      | Jacqueline de La Fayette           |  |  |       |  |  |                  |  |  |                     |  |
|                                |                     | Antoinette Daillon du Lude      |                                    |  |  |       |  |  |                  |  |  |                     |  |